# Francesco Seratti
Francesco Seratti (Siena, 18 luglio 1736 – Tunisi, 1º febbraio 1814) è stato un politico italiano,  primo ministro del Granducato di Toscana dal 1796 al 1798, sotto Ferdinando III di Toscana.

## Biografia
Nato a Siena da antica famiglia pontremolese, discendente del funzionario granducale Agostino Seratti, auditore fiscale di Siena, Francesco Seratti nel 1768 fu nominato segretario del dipartimento degli Affari Esteri e, successivamente, del Consiglio di Stato del granducato di Toscana.
Nominato Governatore di Livorno, al ritorno a Firenze è nominato "Segretario di Stato degli Affari Interni e Stranieri" (primo ministro) del Granducato di Toscana coo notificazione del 12 marzo 1796 fino al 1798, sotto Ferdinando III di Toscana.
Con la caduta temporanea del granducato di Toscana per mano francese, Francesco Seratti si rifugiò in Sicilia alla corte dei Borboni dove fu nominato ministro delle Relazioni Estere del Regno delle Due Sicilie.
Nella seconda metà del 1813, deciso a tornare in Toscana, si imbarcò su una nave diretta a Livorno, ma attaccata da un gruppo di pirati tunisini, il Seratti venne fatto schiavo dal Bey di Tunisi e condotto a Tunisi dove morì pochi mesi dopo.